# Xopotl
Xopotl (16 maart 1976) is een stripfiguur in de Vlaamse stripreeks De avonturen van Nero & Co, getekend door Marc Sleen. Xopotl is een buitenaards wezen uit de strip De vleugeltjes van Xopotl. In de strip is hij afkomstig van de planeet Hilarius, maar hij is daar weggestuurd omdat zijn vleugels niet meer werken. Doorheen de strip wordt hij geholpen om terug naar zijn thuisplaneet te gaan.

## Achtergronden
- De naam Xopotl komt mogelijk van het diertje de Axolotl of van de Azteekse god Xolotl.
- Xopotl spreekt in een vorm van Pseudo-Nahuatl.